# Castello di Aesch
Il Castello di Aesch o castello di Blarer (in tedesco Schloss Aesch) è un castello nel comune svizzero di Aesch nel cantone di Basilea Campagna.

## Posizione

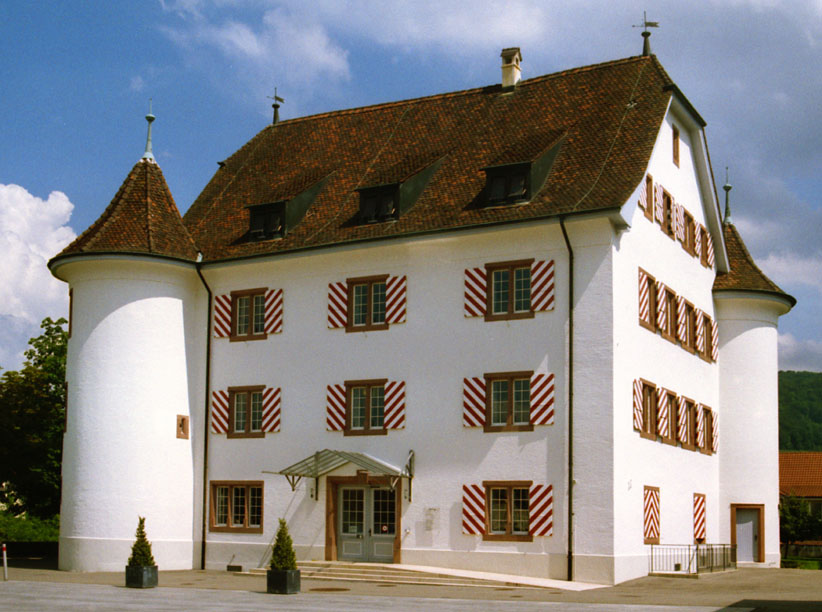
Castello di Aesch visto da ovest

Il Castello di Aesch si trova a circa 500 metri a nord-ovest della gola del fiume Birs e del castello di Angenstein ed a circa 1500 metri a nord-nordest delle rovine del castello di Pfeffingen ai margini del nucleo del villaggio di Aesch.

## Storia
Il castello fu costruito nel 1605/06 dalla famiglia Blarer di Wartensee. Questa famiglia era originaria di San Gallo ed era diventata ricca grazie al commercio del lino. Una linea della famiglia si stabilì nel castello di Wartensee a Rorschach, da cui deriva il nome di questa linea. Con l'elezione di Jacob Christoph Blarer di Wartensee nel 1575 a vescovo della cattedrale di Basilea, la famiglia acquisì interessi nella regione di Basilea. Jacob Christoph Blarer è stato anche uno dei principali leader della Controriforma a Birseck.
I Blarer iniziarono ad espandere il loro potere nella regione di Basilea quando Jacob Christoph Blarer nominò suo fratello Wolfgang Dietrich Blarer al Vogt superiore di Pfeffingen nel 1583. Questa posizione dava alla famiglia una costante fonte di reddito da decime, tasse e interessi. Molti altri privilegi, ad esempio una carta concessa da Jacob Christoph Blarer nel 1604, portarono a una crescita costante della ricchezza della famiglia Blarer. Negli anni prima della sua morte nel 1608, incaricò suo nipote Wilhelm Blarer di consolidare la posizione e il potere della famiglia costruendo un castello ad Aesch. Nel 1607, il terreno del castello e la proprietà circostante furono dati a Wilhelm da Jacob Christoph. Allo stesso tempo, Jacob Christoph come vescovo di Basilea liberò Wilhelm da tutte le offerte.
Nel 1702, il principe-vescovo permise al Vogt Johann Konrad Blarer di vivere nel castello di Aesch piuttosto che a Pfeffingen, ma il suo impiegato dovette rimanere nel castello di Pfeffingen. Poiché il castello di Pfeffingen mancava del comfort e del prestigio che la famiglia desiderava per una sede familiare, nel 1740 i Blarer trasferirono il loro centro di potere ad Aesch.
Durante la Guerra dei Trent'anni il castello fu danneggiato, ma fu subito ricostruito. Al tempo della Rivoluzione francese nel castello fu allestito un ospedale.
Infine, nel 1851 il castello fu acquistato dalla famiglia dal comune di Aesch e ricostruito. Sono state aggiunte due aule e due case per gli insegnanti. Fu ristrutturato nel 1900 da Rudolf Sandreuter, che spostò l'ingresso principale sul lato del villaggio e aggiunse degli elementi neogotici e un'ulteriore torre semicircolare. A partire dal 1909 fu utilizzato come scuola e centro comunitario. Dalla ristrutturazione del 1958/59, che ne ha ripristinato le condizioni originarie, l'amministrazione comunale ha occupato il castello.

## Sito del castello

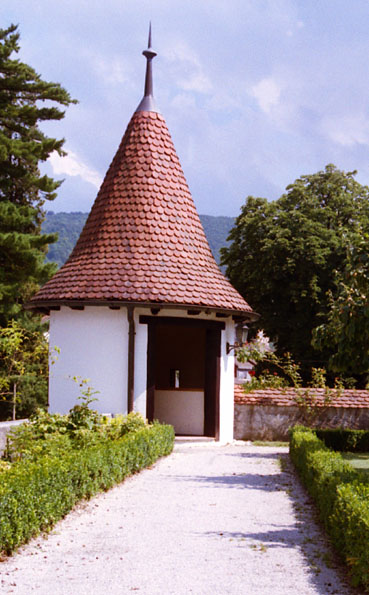
Torre nei giardini del castello

In origine, sul sito del castello c'era un ostello. Il castello è stato progettato fin dall'inizio come un palazzo di rappresentanza a più piani. Pertanto, poco valore è stato dato alla capacità difensiva della struttura. Il vicino castello di Pfeffingen forniva alla famiglia una fortezza difensiva e il potere delle armi a polvere da sparo all'epoca significava che i castelli non erano più efficaci come fortezze.
L'edificio principale ha un seminterrato con cantina a volta. A nord e ad ovest degli edifici del palazzo erano presenti diversi edifici di supporto tra cui un torchio e delle stalle, alcune delle quali ancora oggi esistenti. Il costruttore non è noto con certezza, ma potrebbe essere, secondo i documenti superstiti, Michael Brauwn o Braun.
Gli ampliamenti barocchi del castello ebbero luogo nel 1730 e nel 1740 e in questo periodo fu aggiunto il giardino alla francese . Il muro di cinta dell'intero complesso era decorato con numerose torrette e garitte mentre le porte a traliccio garantivano l'accessibilità al parco.
La maggior parte dell'esterno del castello che vediamo oggi risale allo stato successivo alla grande espansione del XVIII secolo. Tuttavia, il muro perimetrale è stato notevolmente modificato e alcune porzioni sono state totalmente demolite. A causa delle molteplici funzioni che il castello ha svolto nel tempo, gli interni sono stati pesantemente modificati.
Il parco è facilmente accessibile al pubblico e il castello è visitabile negli orari di apertura degli uffici comunali. La cantina a volta è ora ampliata e utilizzata per eventi speciali e può essere affittata dall'autorità locale. A ovest, un edificio annesso ospita oggi il museo locale di Aesch.